# Petalura pulcherrima
Petalura pulcherrima is een echte libel uit de familie van de Petaluridae.
De soort staat op de Rode Lijst van de IUCN als bedreigd, beoordelingsjaar 2007.
De wetenschappelijke naam van de soort werd in 1913 gepubliceerd door Robin John Tillyard.